# 穆尔塔扎·拉希莫夫
穆尔塔扎·古拜杜洛维奇·拉希莫夫（俄语：Муртаза Губайдуллович Рахимов；1934年2月7日—2023年1月11日），俄罗斯政治人物，曾任巴什科尔托斯坦共和国总统。

## 生平
1934年2月7日，出生于巴什基尔苏维埃社会主义自治共和国库加尔奇区塔瓦卡诺沃。1956年毕业于乌法石油学院，进入乌法炼油厂工作。1974年加入苏联共产党。1976年任副总工程师。1978年任总工程师。1986年任厂长。1990年任巴什基尔苏维埃社会主义自治共和国最高苏维埃主席。1993年12月，以63%的选票当选巴什科尔托斯坦共和国总统。1999年参与创建“祖国-全俄罗斯”党，2001年并入“统一俄罗斯”党。2010年宣布辞去总统职务，并开始担任乌拉尔慈善基金会主席。2023年1月11日在乌法逝世。

## 荣誉
- 一级祖国功勋勋章（2010年7月15日）[3]
- 二级祖国功勋勋章（1999年4月18日）[4]
- 各族人民友谊勋章（1994年2月4日）[5]
- 劳动红旗勋章（1986年）
- 荣誉勋章（1980年）
- 乌法荣誉市民（2004年5月14日）[6]